# Cirolana victoriae
Cirolana victoriae är en kräftdjursart som beskrevs av Bruce 1981. Cirolana victoriae ingår i släktet Cirolana och familjen Cirolanidae. Inga underarter finns listade i Catalogue of Life.